# Tilapia bemini
Coptodon bemini là một loài cá thuộc họ Cichlidae. Nó là loài đặc hữu của Cameroon.